# كسوف (رواية)
كسوف (بالإنجليزية: Eclipse)‏ هي رواية للكاتب الأيرلندي جون بانفيل، نشرت عام 2000، عن دار نشر بيكادور.